# Nybotjärnen (Ängersjö socken, Hälsingland)
Nybotjärnen är en sjö i Härjedalens kommun i Hälsingland och ingår i Ljusnans huvudavrinningsområde.